# Perkolator

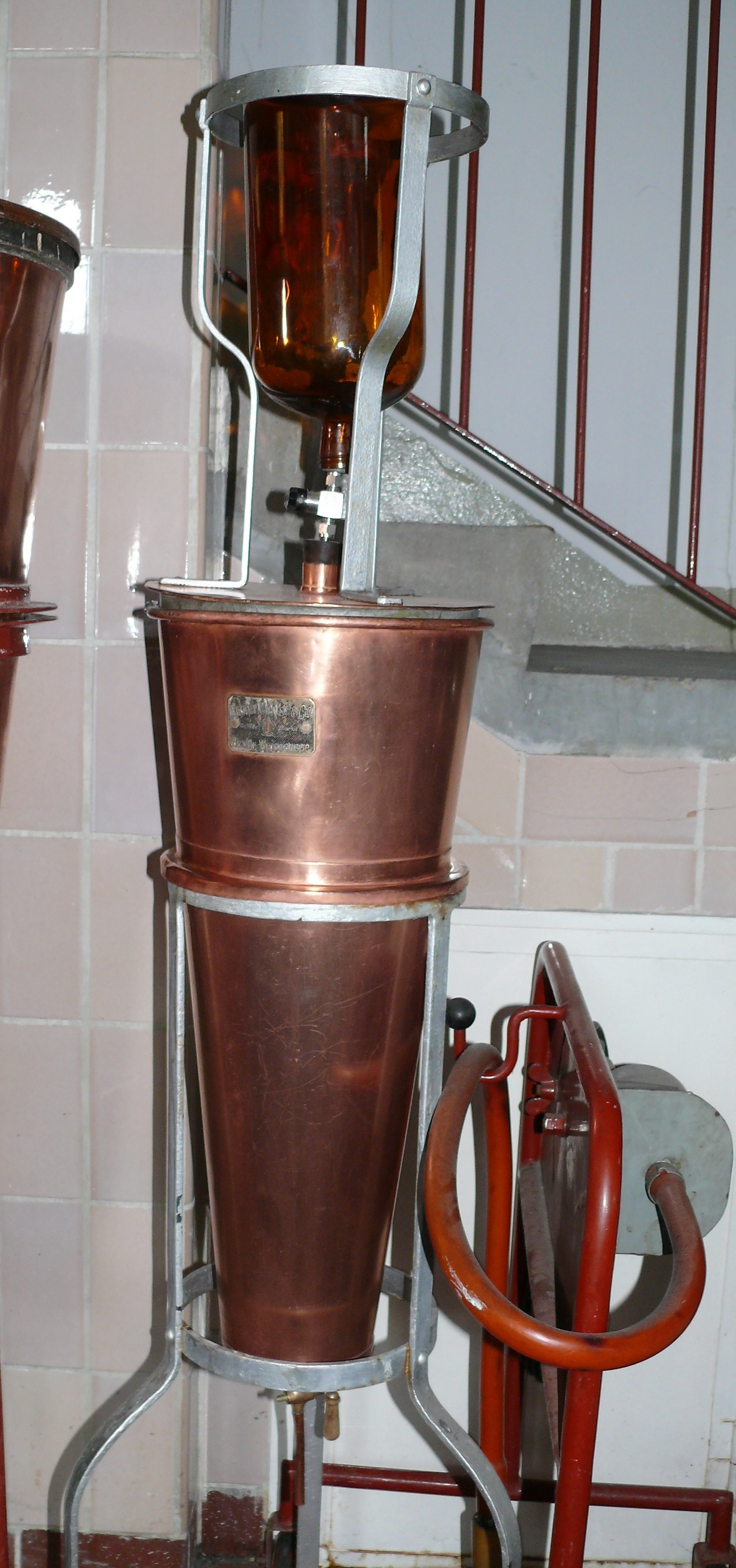
Perkolator für Extraktion von Drogen in der Preussischen Spirituosen Manufaktur

Ein Perkolator (von lateinisch percolara ‚abseihen‘) ist eine Vorrichtung zur Herstellung von Extrakten. Ein Perkolator besteht aus einem Gefäß mit einem Loch, durch welches Flüssigkeiten langsam durchtröpfeln können. Seine Bezeichnung rührt vom lateinischen percolatio (Durchsickerung) her. Das bekannteste Beispiel eines Perkolators ist die Kaffeemaschine. Einen Extrakt, welcher mit Hilfe eines Perkolators hergestellt wird, nennt man Perkolat.

## Material
Perkolatoren für den pharmazeutischen und den chemischen Gebrauch bestehen in der Regel aus Borosilikatglas. Kaffeemaschinen, welche nach dem Perkolatorprinzip arbeiten, werden meist aus Blechen verschiedener Metallarten, oftmals Kupfer, gefertigt. Selten kommen Porzellan oder Keramik zum Einsatz.

## Verwendung
In der Pharmazie wird der Perkolator für die Herstellung von Medikament-Extrakten sowie Kosmetika verwendet.
Auch in der Parfumindustrie werden Duftstoffe nicht nur durch Extraktion gewonnen, sondern auch durch Perkolation.

## Geschichte
Der erste Perkolator wurde im Zeitraum zwischen 1810 und 1814 von Benjamin Thompson erfunden. So, wie das Gerät heute bekannt ist, hat es jedoch ein Blechschmied aus Paris im Jahr 1819 weiterentwickelt.